# میلواکی باکس
میلواکی باکس (در انگلیسی: Milwaukee Bucks) یکی از تیم‌های حاضر اتحادیه ملی بسکتبال آمریکا است و مقر آن در میلواکی ایالت ویسکانسین قرار دارد.
باکس در اتحادیه ملی بسکتبال (NBA) به عنوان عضوی از بخش مرکزی کنفرانس شرق رقابت می‌کند. این تیم در سال ۱۹۶۸ به عنوان یک تیم توسعه تأسیس شد و بازی‌های خانگی را در Fiserv Forum انجام می‌دهد. سناتور سابق ایالات متحده، هرب کهل، مالک دیرینه تیم بود، اما در ۱۶ آوریل ۲۰۱۴، گروهی به رهبری مدیران صندوق سرمایه‌گذاری میلیاردر، وس ادنز و مارک لاسری، موافقت کردند که اکثریت سهام تیم را از کهل خریداری کنند، فروش که توسط صاحبان NBA و هیئت مدیره آن یک ماه بعد در ۱۶ می تأیید شد.[۰] این تیم توسط جان هورست، مدیر سابق عملیات بسکتبال تیم، که جان هموند را بر عهده گرفت، مدیریت می‌شود.
باکس دو قهرمانی لیگ (۱۹۷۱، ۲۰۲۱)، سه عنوان کنفرانس (غرب: ۱۹۷۱، ۱۹۷۴، شرقی: ۲۰۲۱)، ۱۹ عنوان در بخش (۱۹۷۱–۱۹۷۴، ۱۹۷۶، ۱۹۸۰–۱۹۸۶، ۲۰۰۱–۲۰۲۴، NBA، ۲۰۲۴) و جام حذفی کسب کرده است. آنها بازیکنان برجسته ای مانند کریم عبدالجبار، اسکار رابرتسون، باب دندریج، سیدنی مونکریف، باب لنیر، تری کامینگز، گلن رابینسون، ری آلن، مایکل رد، جانیس آنتتوکومپو، کریس میدلتون، جرو هالیدی، و دامیان لیلارد را به نمایش گذاشته‌اند. عبدالجبار و آنتتوکومپو در مجموع پنج جایزه MVP به عنوان ارزشمندترین بازیکن NBA در دوران بازی برای باکس انتخاب شدند. آنها همچنین تنها بازیکنانی هستند که MVP فینال را برای فرنچایز کسب کرده‌اند. باکس تنها تیم NBA است که موفق به کسب عنوان قهرمانی در کنفرانس شرق و غرب شده است.

## تاریخ
ایجاد تیم (۱۹۶۹–۱۹۶۸)
در ۲۲ ژانویه ۱۹۶۸، NBA امتیازی را به Milwaukee Professional Sports and Services, Inc. (Milwaukee Pro)، گروهی به سرپرستی وسلی پاوالون و ماروین فیشمن، اعطا کرد.[۱۱] یک مسابقه هواداران برای نامگذاری تیم جدید با بیش از ۴۰۰۰۰ طرفدار برگزار شد.[۱۲] در حالی که بیشترین رای طرفداران، رابینز بود که به نام پرنده ایالتی ویسکانسین نامگذاری شد، داوران مسابقه با دومین انتخاب محبوب، باکس، که اشاره ای به حیوان وحشی رسمی ویسکانسین، گوزن دم سفید بود، رفتند. یکی از طرفداران، R. D. Trebilcox، به دلیل نقشش در استدلال اینکه چرا باکس لقب خوبی است، یک ماشین جدید اعطا شد، و گفت که باکس «با روحیه، پرش‌های خوب، سریع و چابک» هستند. تیم قبلی آنها، هاکس، برای چهار فصل در اوایل دهه ۱۹۵۰ بازی کرد و سپس در سال ۱۹۵۵ به سنت لوئیس نقل مکان کرد (آنها اکنون در آتلانتا مستقر هستند). در ماه اکتبر، باکس اولین بازی فصل عادی NBA خود را در مقابل شیکاگو بولز و در حضور ۸۴۶۷ نفر در میلواکی آرنا انجام داد. همان‌طور که در تیم‌های گسترش معمول است، فصل اول باکس (۱۹۶۸–۱۹۶۹) یک مبارزه بود. اولین پیروزی آنها در ششمین بازی آنها به دست آمد که باکس با نتیجه ۱۳۴–۱۱۸ دیترویت پیستونز را شکست داد. آنها تنها ۲۶ بازی دیگر را در سال اول خود بردند. در آن سال، رکورد باکس باعث شد تا آنها یک سکه در برابر پسرعموهای خود یعنی فینیکس سانز تلنگر بزنند تا ببینند چه کسی اولین انتخاب را در درفت آینده خواهد داشت. این یک نتیجه‌گیری قبلی در نظر گرفته می‌شد که اولین انتخاب در پیش نویس، لو آلسیندور از UCLA باشد. باکس برنده تلنگر سکه شد، اما مجبور شد در یک جنگ مناقصه با نیویورک نتس از انجمن بسکتبال نوپا آمریکا (ABA) پیروز شود تا او را حفظ کند.
دوران کریم عبد الجبار (۱۹۷۵–۱۹۶۵)
با اضافه شدن آلسیندور، باکس با رکورد ۵۶–۲۶ در فصل ۷۰–۱۹۶۹ به پایان رسید و پس از نیویورک نیکس، دومین لیگ برتر بود. این نه تنها تقریباً برگشت فصل افتتاحیه آنها بود، بلکه بهبود ۲۹ بازی بهترین در تاریخ لیگ بود - رکوردی که به مدت ده سال باقی می‌ماند تا اینکه بوستون سلتیکس از ۲۹ برد در ۱۹۷۸–۱۹۷۹ به ۶۱ پیروزی در ۱۹۷۹–۱۹۸۰ رسید. باکس در نیمه نهایی کنفرانس شرق فیلادلفیا ۷۶رز را در پنج بازی شکست داد، اما در پنج بازی توسط نیکس در فینال شرق به میدان رفتند. آلسیندور یکی از گزینه‌های فراری برای تازه‌کار سال NBA بود.
فصل بعد، باکس با اسکار رابرتسون، گارد سینسیناتی رویالز برای تکمیل آلسیندور معامله کرد. پس از آن، باکس، که اکنون در کنفرانس غرب حضور دارد، ۶۶–۱۶ را به پایان رساند، که دومین برد در تاریخ NBA در آن زمان بود، و همچنان یک رکورد حق رای دادن است. در طول فصل عادی، باکس رکورد ۲۰ برد پیاپی در آن زمان NBA را ثبت کرد. آنها با ثبت رکورد ۱۲–۲ در پلی آف، اولین قهرمانی NBA خود را در ۳۰ آوریل ۱۹۷۱ با جارو کردن بالتیمور بولتس در چهار بازی به دست آوردند. باکس با کسب عنوان قهرمانی تنها در فصل سوم خود، تبدیل به یکی از سریع‌ترین تیم‌های توسعه‌دهنده واقعی در تاریخ ورزش حرفه‌ای آمریکای شمالی شد که موفق به کسب عنوان قهرمانی لیگ شد.
باکس در نیمه اول دهه ۱۹۷۰ یک نیروگاه باقی ماند. در سال ۱۹۷۲، آلسیندور که قبلاً به‌طور خصوصی به اسلام گرویده بود و نام خود را تغییر داده بود، تغییر نام خود را به کریم عبدالجبار علناً اعلام کرد. باکس برای سومین سال متوالی به فینال بخش/کنفرانس رسید، اما در شش بازی مغلوب لس آنجلس لیکرز شد. در سال ۱۹۷۳، آنها سومین فصل متوالی ۶۰ برد خود را ثبت کردند، اولین تیم NBA که این کار را انجام داد، اما مصدومیت منجر به خروج زودهنگام از پلی آف شد. باکس در سال ۱۹۷۴ در فینال NBA مقابل سلتیکس بازگشته بود. در بازی ششم این سری، عبدالجبار شوت معروف «قلاب آسمان» خود را در یک پیروزی کلاسیک دو برابر اضافه کرد. با این حال، باکس در بازی هفتم شکست خورد و تا سال ۲۰۲۱ به فینال NBA بازنگشت.
با شروع فصل ۱۹۷۴–۱۹۷۵، عبدالجبار از ناحیه دست آسیب دید و باکس با نتیجه ۳–۱۳ شروع شد. پس از بازگشت او، مصدومیت‌های دیگری برای تیم رخ داد و آنها را با رکورد ۳۸–۴۴ به انتهای جدول خود فرستاد. وقتی فصل به پایان رسید، عبدالجبار اعلام کرد که دیگر تمایلی به بازی برای باکس ندارد و می‌خواهد در بازار بزرگ‌تری، لس‌آنجلس یا نیویورک بازی کند. پس از اینکه دفتر اصلی نتوانست او را متقاعد کند که بماند، باکس درخواست عبدالجبار را با معامله او با لیکرز در ۱۶ ژوئن ۱۹۷۵ برای المور اسمیت، جونیور بریجمن، برایان وینترز و دیوید مایرز ملزم کرد. این معامله باعث ایجاد یک سری رویدادها شد که منجر به تغییر مالکیت تیم شد. جیم فیتزجرالد، مالک اقلیت و مدیر تلویزیون کابلی با این معامله مخالف بود و می‌خواست سهام خود را بفروشد.
دوران بعد از عبد الجبار (۱۹۷۹–۱۹۷۶)
پس از این قرارداد، باکس چندین فصل در حال انتقال بود، اما بیشتر این بازیکنان برای کمک به تیم ادامه دادند. پس از فروخته شدن به فیتزجرالد و چندین شریک در سال ۱۹۷۶، باکس وارد دوران عظمت دیگری شد. این کار با دون نلسون آغاز شد که در نوامبر ۱۹۷۶ پس از استعفای ناگهانی لری کاستلو، سرمربی شد. در درفت سال ۱۹۷۷، باکس سه انتخاب دور اول داشت و کنت بنسون، مارکز جانسون و ارنی گرونفلد را انتخاب کردند. جانسون برای سال‌های آینده به یکی از اعضای اصلی باکس تبدیل خواهد شد. سیدنی مونکریف تازه‌کار اولین بازی خود را در سال ۱۹۷۹ انجام داد. دون نلسون در ادامه دو جایزه بهترین مربی سال NBA را با باکس، هر دو فصلی که تیم عناوین بخش را به دست آورد، در سال‌های ۱۹۸۳ و ۱۹۸۵ برد.
در ۱۸ اکتبر ۱۹۷۷، عبدالجبار که با لیکرز بازی می‌کرد، در حین بازی به بنسون مشت زد. عبدالجبار در این جریان دستش شکست.[۱۵] بنسون زیر تخته‌ها تهاجمی بود و عبدالجبار، کمربند سیاه هنرهای رزمی، شکست. عبدالجبار توسط NBA 5000 دلار جریمه شد و ۲۰ بازی بعدی را از دست داد. در همین حال، بنسون دیگر هرگز به این شدت تهاجمی بازی نکرد و باکس او را در سال ۱۹۸۰ به دیترویت پیستونز داد و باب لنیر مرکز کهنه‌کار را برای پرکردن حفره‌ای که پس از جدایی عبدالجبار ایجاد شد، عوض کرد. آنها سپس عنوان بخش غرب میانه را در سال ۱۹۸۰ به دست آوردند. پس از باخت به سیاتل در نیمه نهایی، باکس به بخش مرکزی کنفرانس شرق نقل مکان کرد.
دوران سیدنی مانکریف (۱۹۹۰–۱۹۷۹)
در آنجا، آنها شش عنوان قهرمانی را به‌طور متوالی به دست خواهند آورد و ۰٫۵۰۰ فصل برای ۱۱ سال آینده خواهند داشت. در آن سال‌ها، باکس به مدعیان همیشگی کنفرانس شرق تبدیل شد، در درجه اول به دلیل بازی قوی مونکریف، مارکز جانسون، پل پرسی، جونیور بریجمن و ورود کریگ هاجز، تری کامینگز، ریکی پیرس و جک سیکما از معاملات با لس آنجلس کلیپرز و سیاتل SuperSonic. با این حال، باکس نتوانست دوباره به فینال NBA راه یابد و هر بار توسط سلتیکس یا سیکسرز حذف می‌شد.
در بیشتر سال‌های دهه ۱۹۷۰، رنگ‌های باکس سبز جنگلی، قرمز تیره و سفید بود. در سال ۱۹۷۸ سایه‌های مختلف سبز را به لباس اضافه کردند و در سال ۱۹۸۵ قرمز را از رنگ‌های تیم حذف کردند.
نکته قابل توجه برای باکس دهه ۱۹۸۰ این است که آنها در سال ۱۹۸۳ اولین تیمی شدند و تا سال ۲۰۰۳ تنها تیمی در تاریخ NBA بودند که در یک سری پلی آف بهترین از هفت تیم بوستون سلتیکس را شکست دادند، اولین تیمی بودند که در یک سری پلی آف با مایکل جردن دیدار کردند و آنها را شکست دادند (در طول سال نوکیا اردن)، و میزبان بازی NBA19 NBA8 در بازی Julius Er7 بودند. که باکس را با پیروزی در مرحله حذفی پنجم در دور اول پیش می‌برد.
مالکیت و عرصه تغییر می‌کند
در سال ۱۹۸۵، فیتزجرالد و شرکای او (که یکی از آنها استوارت شادل بود) تصمیم به فروش باکس گرفتند. فیتزجرالد مشکلات سلامتی داشت و برخی از سرمایه‌گذارانش می‌خواستند از آن خارج شوند، و او از شکست Sportsvue، یک شبکه ورزشی منطقه‌ای پیشگام - شکستی که تا حدی به این دلیل رخ داد که خود میلواکی برای کابل سیم‌کشی نداشت، به خود می‌پیچید. در آن زمان، میلواکی آرنا کوچک‌ترین ورزشگاه NBA بود و شهر نمی‌خواست سالن جدیدی بسازد. هرب کوهل، تاجر میلواکی و سناتور آینده ایالات متحده، باکس را پس از ترس از اینکه سرمایه گذاران خارج از شهر می‌توانند تیم را بخرند و از میلواکی خارج کنند، خرید. قبل از تکمیل معامله، پخش کننده لوید پتیت و همسرش جین بردلی پتیت اعلام کردند که در حال اهدای یک عرصه جدید به نام مرکز برادلی هستند. در سال ۲۰۰۳، پس از بررسی فروش تیم، کهل اعلام کرد که تصمیم گرفته است باکس را به مایکل جردن بفروشد و «به مالکیت آنها، بهبود آنها و متعهد شدن آنها به ماندن در ویسکانسین ادامه خواهد داد.»
در ۲۱ مه ۲۰۱۲، حقوق نامگذاری مرکز برادلی به بانک BMO هریس، بخشی از بانک مونترال فروخته شد. BMO Harris یک سال قبل با M&I Bank مستقر در میلواکی ادغام شده بود. پس از تأیید وارثان ثروت برادلی، این عرصه به «مرکز BMO هریس بردلی» تغییر نام داد.
دوران مبارزه (۱۹۹۸–۱۹۹۰)
در بیشتر دهه ۱۹۹۰، فرنچایز باکس زیر نظر مربیان فرانک همبلن، مایک دانلیوی و کریس فورد در حد متوسطی فرورفته بود. آنها در طول دهه ۱۹۹۰ تنها سه بار به پلی آف رفتند و تنها در یک بازی پلی آف پیروز شدند. از سال ۱۹۹۱ تا ۱۹۹۸، باکس رکورد هفت فصل شکست متوالی را تجربه کرد. در این دوره، باکس گلن رابینسون را با اولین انتخاب کلی در درفت NBA در سال ۱۹۹۴ درافت کرد و در سال ۱۹۹۶، ری آلن تازه‌کار را در یک معامله روزانه با تیم مینه سوتا تیمبرولوز به دست آورد. هر دو بازیکن نقش مهمی در احیای باکس در اواخر دهه ۱۹۹۰ داشتند. در درفت NBA در سال ۱۹۹۸، باکس معامله‌ای انجام داد که سال‌ها به دنبال آن‌ها بود. در درفت، باکس دیرک نویتزکی را با نهمین انتخاب کلی انتخاب کرد، اما او را در ازای رابرت تریلر به دالاس ماوریکس داد. بسیاری این ترید را به عنوان یکی از بی‌طرف‌ترین تریدها در تاریخ NBA می‌دانند، زیرا نویتزکی یک دوران حرفه‌ای ۲۱ فصلی را با ماوریکس ادامه داد و در سال ۲۰۱۱ قهرمانی را به دست آورد، در حالی که در این فرایند MVP فینال‌ها معرفی شد، همراه با برنده شدن جایزه MVP NBA در سال ۲۰۰۷. کاوالیرز
پس از بیست و پنجمین سالگرد این فرنچایز در سال ۱۹۹۳، باکس لوگو و لباس‌های خود را بازسازی کرد. رنگ‌ها سبز، بنفش و نقره ای بودند. لوگوی قدیمی که یک گوزن کارتونی را نشان می‌داد، به نفع یک لوگوی واقعی تر جایگزین شد. زمانی که رنگ قرمز جایگزین رنگ بنفش شد، طرح رنگ اصلی نیز تغییر کرد. یونیفرم‌های جاده ای بنفش جایگزین یونیفرم‌های سبز قبلی شد.
در سال ۱۹۹۷، باکس، وین بیکر، مهاجم تمام ستاره را در یک معامله سه تیمی به سیاتل سوپرسونیکز فرستاد و آنها ترل براندون، گارد کلیولند کاوالیرز و تایرون هیل مهاجم را به دست آوردند. آنها همچنین دهمین انتخاب کلی خود را دنی فورتسون، گارد جانی نیومن، و مرکز جو ولف را به دنور ناگتس با مرکز اروین جانسون مبادله کردند. باکس ۱۹۹۷–۱۹۹۸ فصل خود را با رکورد ۳۶–۴۶ به پایان رساند و برای هفتمین بار متوالی نتوانست به پلی آف راه پیدا کند.
دوران سه تنگ دار (۲۰۰۳–۱۹۹۸)
پس از یک دهه اقامت نزدیک به رده‌بندی NBA، باکس به دنبال افزایش اعتبار به عملیات بسکتبال خود بود. در سال ۱۹۹۸، این تیم جورج کارل، مربی کهنه‌کار را که با سیاتل سوپرسونیکز به فینال NBA رسیده بود، استخدام کرد. تحت رهبری کارل و مدیر کل ارنی گرونفلد، و با اضافه شدن مستمر استعدادهایی مانند تیم توماس و سم کسل، باکس به یک تیم نخبه در کنفرانس شرق تبدیل شد. هسته «سه بزرگ» - متشکل از ری آلن، کاسل و رابینسون - به همراه کارل، دوران رنسانس موفقی را در میلواکی ایجاد کردند. این تیم در سال‌های ۲۰۰۰–۲۰۰۱ به اوج خود رسید و در ۱۵ سال ۵۲ بازی را برد و قهرمانی خود در دسته اول را کسب کرد. باکس در سال ۲۰۰۱ با شکست شارلوت هورنتس به فینال کنفرانس شرق رسید. آنها فینال کنفرانس شرق را در هفت بازی به 76ers باختند. این دوران برای بسیاری از طرفداران باکس به عنوان دوران «بگذار پرواز کند» شناخته شد، به دلیل حمله پر امتیاز تیم، که با تیراندازی رابینسون و آلن مشخص شد.
پس از رسیدن به یک بازی از حضور در فینال NBA در سال ۲۰۰۱، باکس به دنبال اضافه کردن بازیکنان کلیدی خارج از فصل برای قرار دادن تیم در فینال NBA بود. پس از تشویق شدید جورج کارل، باکس آنتونی میسون مهاجم را در آغاز فصل ۰۲–۲۰۰۱ به دست آورد. روی کاغذ، این حرکت، باکس را به تیمی تبدیل کرد که در شرق باید شکست بخورد. با این حال، میسون با وزن خود مبارزه کرد و زمان سختی برای یافتن نقش خود داشت.[۱۷] باکس که در میانه راه فصل چهارم کنفرانس شرق بود، در ماه‌های فوریه و مارس دچار ضعف شد. این سقوط با باخت به دیترویت پیستونز در شب پایانی فصل به اوج خود رسید که باکس را از پلی آف حذف کرد و بخش را به پیستونز داد. این اتفاق باعث ایجاد تنش بین کارل و بازیکنان شد که منجر به معامله گلن رابینسون به آتلانتا شد (برای تونی کوکوچ و یک انتخاب دور اول در سال ۲۰۰۳ که برای انتخاب تی جی فورد استفاده شد).
در طول فصل ۲۰۰۲–۲۰۰۳، باکس ری آلن و رونالد «فلیپ» موری پشتیبان خود را با گری پیتون و دزموند میسون به سیاتل سوپرسونیک مبادله کردند. این معامله به ستاره نوظهور مایکل رد اجازه داد تا زمان بازی را افزایش دهد و با حضور پیتون در عقب زمین، آنها فصل را با رکورد ۴۲–۴۰ به پایان رساندند. باکس به پلی آف راه یافت، اما در دور اول به نیوجرسی نتس در شش بازی شکست خورد. در آن فصل، رهبران تیم سام کسل و اروین جانسون به مینه سوتا مبادله شدند (با جو اسمیت). پیتون پس از انجام تنها ۲۸ بازی برای باکس، از طریق آژانس آزاد رفت. دوره کارل نیز پس از پایان فصل به پایان رسید. در یک دوره یک ساله، تیم مربی و بازیکنانی را که بیشترین نقش را در موفقیت تیم در آن دوران داشتند، از دست داد.
دوران مایکل رد (۲۰۰۹–۲۰۰۳)
تحت هدایت مدیر کل جدید لری هریس، باکس در شش سال آینده با ناهماهنگی و مصدومیت دست و پنجه نرم کرد. در طی آن دوره، آنها دو بار به پلی آف رسیدند، ابتدا با مربیگری تری پورتر در سال ۲۰۰۴ و سپس با مربیگری تری استاتز در سال ۲۰۰۶. در هر دو مورد، آنها در پنج بازی توسط دیترویت پیستونز شکست خوردند. در طول آن دوره، مایکل رد به یک تهدید تیراندازی تماماً ستاره و محیطی شکوفا شد، و تبدیل به «چهره جدید حق رای دادن» شد.[۱۸] باکس اولین انتخاب را در درفت NBA در سال ۲۰۰۵ دریافت کرد و از آن برای انتخاب مرکز اندرو بوگات استفاده کرد. بوگوت در چهار سال اول حضورش در میلواکی هم با ناهماهنگی و هم با مصدومیت دست و پنجه نرم کرد، اما با گذشت زمان به یکی از عوامل اصلی باکس تبدیل شد.
در سال ۲۰۰۶، این تیم ۴۰–۴۲، آخرین بخش خود، ۲۴ بازی پس از دیترویت، به پایان رسید، اما همچنان در فصلی به پلی آف راه یافت که هر تیم در بخش خود موفق شد. آنها به عنوان رتبه هشتم در مقابل پیستون‌های پیشرو در کنفرانس ۶۴–۱۸ جفت شدند. آنها بازی سه را در خانه بردند، اما چهار بازی دیگر را در یک باخت سری ۴–۱ باختند.
همچنین در ماه مارس، باکس اعلام کرد که قرارداد مدیر کل لری هریس را که قرار بود در ژوئن منقضی شود، تمدید نخواهند کرد. در ماه آوریل، باکس، جان هاموند، معاون سابق عملیات بسکتبال پیستونز را به عنوان مدیر کل جدید خود استخدام کرد، [۱۹] که به تیم میلواکی یک مدیر جدید داد که اخیراً با موفقیت همراه شده است.
همچنین در ماه آوریل، باکس اعلام کرد که لری کریستکویاک، سومین و آخرین سرمربی استخدام شده توسط لری هریس، از وظایف خود برکنار شده است. اسکات اسکایلز که سابقاً از شیکاگو بولز و فینیکس سانز بود سرمربی شد.
در ۲۶ ژوئن ۲۰۰۸، باکس ریچارد جفرسون را از نیوجرسی نتس در معامله ای برای انتخاب دور اول درفت ۲۰۰۷، یی جیانلیان و بابی سیمونز به دست آورد.[۲۰] بعداً در همان روز، باکس جو الکساندر از ویرجینیای غربی را با انتخاب هشتمین درفت NBA انتخاب کرد. الکساندر اولین بازیکن تایوانی الاصل در NBA بود.
براندون جنینگز (۲۰۰۹–۲۰۱۳)
در درفت 2009 NBA، میلواکی باکس، براندون جنینگز، گارد پوینت گارد را انتخاب کرد که به کالج نرفته بود اما سال قبل در ایتالیا بازی می‌کرد. در اواسط فصل، جان هاموند، مدیر کل باکس، حکیم واریک را به شیکاگو بولز مبادله کرد و جان سالمونز را خریداری کرد. در لباس باکس، سالمونز به‌طور میانگین ۱۹٫۹ امتیاز در هر بازی را به دست آورد. بازی جنینگز، همراه با بهبود اندرو بوگوت، آرسان ایلیاسووا بهبود یافته و تجارت سالمون، این تیم را به یک مدعی پلی آف تبدیل کرد. در ابتدای فصل، باکس انتظارات پایینی برای پلی آف داشت. چهار سال بود که نبودند.[۲۱] در اکتبر، باکس به سرعت از کلیولند کاوالیرز در بخش مرکزی عقب افتاد، اما میلواکی در نهایت در ۶ آوریل ۲۰۱۰ با پیروزی جاده ای مقابل شیکاگو بولز، به پلی آف رسید.
در آن زمان بود که عبارت «از گوزن بترس» به احتمال زیاد توسط مفسر ESPN جان اندرسون ابداع شد. این به سرعت در تابلوهای پیام و در جوخه ۶ اندرو بوگات به تصویب رسید.[۲۲][۲۳] این شعار به خوبی در میان طرفداران باکس به صدا درآمد و شروع به آوردن علائمی با این عبارت به بازی‌ها کردند. این شعار به فریاد نبرد این تیم در پلی آف NBA تبدیل شد. باکس فصل عادی را با رکورد ۴۶–۳۶ به پایان رساند. باکس به رتبه ششم رسید و در یک سری هفت بازی مقابل آتلانتا هاکس حذف شد. این دورترین فاصله ای بود که میلواکی در فصل بعد از سال ۲۰۰۱ به آن دست یافته بود. دوره کوتاه پلی آف باکس نیز تا حدی به دلیل شکستگی دست بوگات پس از سقوط ناخوشایند پس از دانک در یک بازی آخر فصل بود و به این ترتیب فصل خود را به پایان رساند. در فصل ۱۱–۲۰۱۰، باکس نهم را در کنفرانس شرق به پایان رساند، درست دور از دسترس پلی آف.[۲۴]
از آنجایی که بوگوت تا پایان فصل از میادین دور بود و استفن جکسون و سرمربی تیم اسکات اسکایلز همدیگر را نمی‌دیدند، باکس تصمیم گرفت هر دو بازیکن را معاوضه کند. در ۱۳ مارس ۲۰۱۲، ۴۸ ساعت قبل از پایان مهلت معامله، باکس بوگوت و جکسون را در ازای مونتا الیس، اکپه اودو و کوامه براون به گلدن استیت وریرز مبادله کرد.
قبل از درفت NBA 2012، باکس یک انتخاب دور اول، شان لیوینگستون، جان براکمن و جان لوئر را برای انتخاب دور اول به هیوستون راکتس و ساموئل دیلمبرت فرستاد. در درفت ۲۰۱۲، باکس دورون لمب و جان هنسون را انتخاب کرد.
پس از ۳۲ بازی در فصل ۱۳–۲۰۱۲، باکس اسکیلز را که از سال ۲۰۰۸ مربی آنها بود، اخراج کرد. جیم بویلان به عنوان سرمربی موقت معرفی شد و باکس را به رکورد ۲۲–۲۸ رساند تا فصل را با امتیاز ۳۸–۴۴ به پایان برساند. باکس به عنوان رده هشتم راه یافت، جایی که آنها به سرعت توسط میامی هیت قهرمان و قهرمان نهایی، ۴–۰ شکست خوردند.
پادشاهی یانیس آنتتوکومپو (الان-۲۰۱۳)
۲۰۱۳–۲۰۱۴: زیر نظر لری درو
جیم بویلان از مربیگری کنار گذاشته شد و لری درو مربی سابق آتلانتا هاکس به خدمت گرفته شد. در ۲۷ ژوئن ۲۰۱۳، باکس، جانیس آنتتوکومپو مهاجم یونانی را با پانزدهمین انتخاب کلی درفت NBA 2013 انتخاب کرد. آنها همچنین O. J. Mayo, Carlos Delfino, Zaza Pachulia و Gary Neal را به خدمت گرفتند و همچنین شاهد انصراف مونتا الیس از سال آخر قراردادش بودند. باکس همچنین موافقت کرد که در ازای براندون نایت، کریس میدلتون و ویاچسلاو کراوتسوف، براندون جنینگز را با دیترویت پیستونز قرارداد ببندد و معامله کند. باکس بعداً قرارداد خود را با لری سندرز با قراردادی ۴ ساله به ارزش ۴۴ میلیون دلار تمدید کرد و ایش اسمیت و کراوتسوف را با کارون باتلر به فینیکس سانز مبادله کردند. با شروع فصل ۲۰۱۳–۲۰۱۴، باکس تنها چهار بازیکن از فصل قبل در فهرست خود داشت. این فصل به خودی خود سخت بود، زیرا باکس با امتیاز ۱۵–۶۷ با بدترین رکورد لیگ به پایان رسید، بدترین رکورد در تاریخ تیم.
در ۱۶ آوریل ۲۰۱۴، مالک قدیمی باکس، هرب کهل، موافقت کرد که اکثریت سهام تیم را به میلیاردرهای نیویورکی، وس ادنز، و مارک لاسری به مبلغ ۵۵۰ میلیون دلار بفروشد، اما کهل اقلیت قابل توجهی را در تیم حفظ کرد. انتظار می‌رفت مالکان جدید تیم را در میلواکی نگه دارند. همچنین انتظار می‌رفت که آنها ۱۰۰ میلیون دلار برای ساختن یک عرصه جدید برای فرنچایز کمک کنند.[۲۵] تصویب هیئت مدیره NBA در ۱۵ می، یک ماه بعد، صادر شد.[۱۰][۲۶] در این زمان، مرکز برادلی منسوخ شده بود. کمک مالی وراث برادلی هزینه‌های عملیاتی عرصه یا نیازهای سرمایه بلندمدت را تأمین نکرد.[۲۷] این امر باعث شد NBA به ادن و لاسری اولتیماتوم بدهد – مگر اینکه باکس یا در آستانه گرفتن یک عرصه جدید یا در واقع باز کردن یک عرصه جدید تا فصل ۲۰۱۷–۲۰۱۸ باشد، ادن و لاسری باید امتیاز را به لیگ بازگردانند، که آن را به گروه‌های مالکیت احتمالی در لاس وگاس و سیاتل می‌فروخت.
۲۰۱۴–۲۰۱۸: تحت نظر جیسون کید
در ۱ ژوئیه ۲۰۱۴، میلواکی باکس حقوق مربیگری جیسون کید را از بروکلین نتس در ازای دو انتخاب دور دوم در درفت NBA 2015 و درفت NBA 2019 تضمین کرد.[۲۹] با خرید کید، این تیم لری درو مربی خود را اخراج کرد.
با تغییرات فراوان در مالکیت، مربیان و جذب بازیکنان جوان جدید برای باکس، شعار جدید باکس برای فصل ۱۵–۲۰۱۴ به «مالک آینده» تبدیل شد.
بازی کلی باکس بسیار بهبود یافت و در ۲۶ دسامبر، باکس برای پانزدهمین برد خود، آتلانتا هاوکس را ۱۰۷–۷۷ شکست داد، که با مجموع بردهای فصل قبل خود در تنها ۳۰ بازی برابر بود. سپس باکس از ۲۴ ژانویه تا ۲۰ فوریه ادامه داد، جایی که ۱۰–۲ پیش رفت. باکس در ۱۱ فوریه ساکرامنتو کینگز را برای ۳۰مین برد خود در سال شکست داد و همچنین اولین تیم NBA شد که مجموع برد خود را نسبت به فصل قبل قبل از فرار از ستاره‌ها دو برابر کرد.
خارج از زمین، باکس تغییرات زیادی در فهرست خود ایجاد کرد و لری سندرز را پس از چندین حادثه خارج از زمین که منجر به محرومیت‌های متعدد شد، آزاد کرد. در ۱۹ فوریه، در آخرین دقایق پایان مهلت معامله، باکس بخشی از یک معامله ۳ طرفه با فیلادلفیا ۷۶رز و فینیکس سانز شد و براندون نایت را که در آخرین سال قراردادش بود، به سانز فرستاد و مایکل کارتر-ویلیامز، مایلز پلامل و مایلز پلاملنس، تازه‌کار سال را دریافت کرد. باکس همچنین جباری پارکر فوق ستاره مورد انتظار را به دلیل مصدومیت از ناحیه زانو در ۱۵ دسامبر در بازی مقابل فونیکس سانز از دست داد.
در ۲۵ ژانویه، NBA «قانون جی زی» را تصویب کرد که گروه‌های مالکیت را از بیش از ۲۵ نفر منع می‌کرد و همچنین اجباری کرد که هیچ مالکیتی در یک تیم کمتر از ۱٪ نباشد. لاسری و ادن هر دو بخش‌هایی از مالکیت باکس را به خانواده، دوستان و اعضای برجسته جامعه میلواکی فروخته بودند.[۳۰]
باکس فصل ۱۵–۲۰۱۴ را با رکورد ۴۱–۴۱ به پایان رساند. پیشرفت ۲۶ بازی آنها نسبت به فصل قبل، دومین پیشرفت در تاریخ فرنچایز بود. باکس به پلی آف 2015 NBA به عنوان ششمین نفر در کنفرانس شرق راه یافت، جایی که در دور اول با شیکاگو بولز روبرو شد و در شش بازی شکست خورد.
در ۶ ژوئیه ۲۰۱۵، رئیس باکس، پیتر فیگین، اظهار داشت که اگر بودجه عمومی برای یک عرصه جدید از بین برود، NBA می‌توانست تیم را بخرد و به لاس وگاس یا سیاتل منتقل کند. وس ادنز، مارک لاسری و جیمی دینان، مالکان فعلی باکس، با هرب کوهل همکاری کردند تا ۲۵۰ میلیون دلار برای یک عرصه جدید بپردازند و به دنبال یک مسابقه از سوی مردم بودند. از این بودجه، ۹۳ میلیون دلار از ناحیه مرکز ویسکانسین در قالب بدهی جدید به شهروندان میلواکی تأمین می‌شود. منطقه تا ۱۳ سال پس از آن بازپرداخت اوراق قرضه را آغاز نمی‌کند.[۳۱]
در ۹ ژوئیه ۲۰۱۵، باکس امضای قراردادی سه ساله ۵۰ میلیون دلاری با مرکز گرگ مونرو را تأیید کرد. باکس همچنین اعلام کرد که این باشگاه با کریس میدلتون قراردادی پنج ساله به ارزش ۷۰ میلیون دلار امضا کرده است.
در ۱۵ ژوئیه ۲۰۱۵، آینده باکس در میلواکی پس از آن که سنای ایالت ویسکانسین با رأی ۲۱ به ۱۰ به نفع پیشنهادی برای استفاده از پول عمومی برای کمک به تأمین مالی جایگزینی برای مرکز BMO هریس بردلی، که در آن زمان سومین عرصه قدیمی مورد استفاده توسط یک تیم NBA بود، پس از Madison Square، و [3]2 Garden [۳]۲ [۳] گارنا [۳] رای دادند، تثبیت شد.
در زمین، فهرست جوان باکس یک گام به عقب رفت و به رکورد ۳۳–۴۹ در فصل ۲۰۱۵–۲۰۱۶ رسید، اگرچه جیانیس آنتتوکومپو در نیم فصل پایانی یک کشش دلگرم کننده داشت و ۵ تریپل دابل به دست آورد.
در ۱۸ ژوئن ۲۰۱۶، زمین برای عرصه جدید باکس شکسته شد.[۳۴]
در ۱۹ سپتامبر ۲۰۱۶، باکس و جیانیس آنتتوکومپو با تمدید قرارداد ۴ ساله به مبلغ ۱۰۰ میلیون دلار موافقت کردند. علاوه بر این، تیم پیشرفت‌های جوان جدیدی را در تهیه پیش‌نویس تون میکر و مالکوم بروگدون به فهرست اضافه کرد و معاملاتی را برای آوردن تونی اسنل و مایکل بیزلی انجام داد. وقتی فصل ۱۷–۲۰۱۶ شروع شد، باکس کریس میدلتون را در اختیار نداشت که در حین تمرین دچار پارگی همسترینگ شد. با این حال، باکس همچنان رقابتی باقی ماند و در نیم فصل اول در حدود ۰٫۵۰۰ باقی ماند و هر دو آنتتوکومپو و جباری پارکر در خط حمله بودند. در حالی که پارکر از حضور در تیم ستارگان غافل شد، جیانیس به عنوان بازیکن اصلی انتخاب شد و اولین ستاره باکس پس از مایکل رد در سال ۲۰۰۴ شد.
در ژانویه، باکس افت کرد، اگرچه هواداران با بازگشت میدلتون در ۸ فوریه در برابر میامی هیت انتظار یک چرخش را داشتند. اما در همان بازی پارکر برای دومین بار در ۳ فصل ACL خود را پاره کرد و فصل خود را به پایان رساند. با این حال، بازگشت میدلتون همچنان در ماه مارس باعث چرخش شد. در طول ماه، باکس ۱۴–۴ پیش رفت و تیم را دوباره در رقابت‌های پلی آف قرار داد. در ۸ آوریل ۲۰۱۷، باکس با نتیجه ۹۰–۸۲ فیلادلفیا ۷۶رز را شکست داد و باکس را به مقام پلی آف رساند. در ۱۰ آوریل، باکس شارلوت هورنتز را ۸۹–۷۹ شکست داد و تنها سومین فصل برد را برای باکس از سال ۲۰۰۱ به دست آورد. این تیم فصل عادی ۱۷–۲۰۱۶ را با رکورد ۴۲–۴۰ به پایان رساند.
یانیس آنتتوکومپو تاریخ ساز شد و تنها پنجمین بازیکن تاریخ NBA شد که تیمش را در هر پنج دسته آماری مهم رهبری کرد و اولین نفر در تاریخ NBA بود که در هر رده در بین ۲۰ بازیکن برتر لیگ قرار گرفت. باکس رتبه ششم پلی آف کنفرانس شرق بود و در دور اول به تورنتو رپتورز با نتیجه ۴–۲ شکست خورد.
در ۲۳ مه ۲۰۱۷، جان هاموند، مدیر کل باکس، از سمت خود کنار رفت تا با اورلاندو مجیک، مدیرکل شود.
در ۲۲ ژانویه ۲۰۱۸، باکس جیسون کید را که در فصل ۱۸–۲۰۱۷ رکورد ۲۳–۲۲ داشت، اخراج کرد. در سه فصل و نیم کید به عنوان سرمربی، باکس رکورد فصل عادی ۱۳۹–۱۵۲ را داشت و به دور اول پلی آف NBA در فصل‌های ۲۰۱۴–۱۵ و ۲۰۱۶–۱۷ رسید.[۳۵] جو پرانتی دستیار مربی باکس به عنوان جانشین کید به‌طور موقت برای بقیه فصل اعلام شد.[۳۶] پرانتی فصل را با رکورد ۲۱–۱۶ به پایان رساند و باکس را به رکورد کلی ۴۴–۳۸ رساند که بهترین آنها از فصل ۱۰–۲۰۰۹ بوده است. باکس که در پلی آف کنفرانس شرق ۲۰۱۷–۲۰۱۸ رتبه هفتم را کسب کرد، این سری را به بوستون سلتیکس که رتبه دوم آن را در کارنامه دارد با نتیجه ۴–۳ شکست داد.
۲۰۱۸–۲۰۲۳: تحت نظر مایک بودنهولزر
در ۱۷ می ۲۰۱۸، باکس کمک مربی سابق سن آنتونیو اسپرز و سرمربی سابق آتلانتا هاکس، مایک بودنهولزر را به عنوان سرمربی جدید خود معرفی کرد.[۳۷] در ۲۶ آگوست ۲۰۱۸، عرصه جدید باکس، Fiserv Forum، به روی عموم باز شد.
از سال ۲۰۱۸، Bucks میزبان شب غرور در انجمن Fiserv است، رویدادی برای بزرگداشت جامعه LGBTQ+. در ۲۲ ژانویه ۲۰۲۲، رویداد سالانه برای پنجمین بار میزبانی شد.[۳۸]
باکس در فصل عادی ۱۹–۲۰۱۸ هجوم آورد و با شروع ۲۵–۱۰ در مسیر به پایان رساندن ۶۰–۲۲، پنجمین فصل ۶۰ بردی در تاریخ فرنچایز و اولین باری بود که از فصل ۱۹۸۰–۱۹۸۱ این تعداد را در یک فصل عادی بردند. آنها همچنین با بهترین رکورد لیگ برای دومین بار در تاریخ فرنچایز به پایان رسیدند و با فصل قهرمانی ۱۹۷۰–۱۹۷۱ برابری کردند. این باعث شد برای اولین بار از سال ۲۰۰۱، و تنها بار دوم در هزاره جدید، آنها در هر سری پلی آف برتری خود را در زمین خانگی کسب کنند. در ۲۲ آوریل ۲۰۱۹، باکس دیترویت پیستونز را برای اولین برد در سری پلی آف خود از سال ۲۰۰۱ شکست داد. در ۸ می، بوستون سلتیکس را در پنج بازی حذف کردند تا به اولین فینال کنفرانس خود از سال ۲۰۰۱ برسند، جایی که در شش بازی به قهرمان نهایی لیگ تورنتو رپتورز باختند. پس از این فصل، یانیس آنتتوکومپو به عنوان با ارزش‌ترین بازیکن لیگ انتخاب شد. مدیر کل جان هورست برنده جایزه بهترین اجرایی NBA شد.[۳۹]
در فصل ۲۰۱۹–۲۰، باکس پس از پنجاه و ششمین بازی فصل عادی این تیم به پلی آف رسید و سریع‌ترین تیمی شد که بر اساس تعداد بازی‌های انجام شده و تاریخ تقویم (۲۳ فوریه) از زمان تغییر فرمت پلی‌آف NBA در سال ۱۹۸۴، به عنوان سریع‌ترین تیم در پلی آف دست یافت. پس از تعلیق فصل 2019–20 NBA، باکس یکی از ۲۲ تیمی بود که به NBA Bubble دعوت شد تا در ۸ بازی پایانی فصل عادی شرکت کند.[۴۱] در ۲۶ آگوست، بازیکنان باکس از بازی در دیدار پلی آف خود در برابر اورلاندو مجیک پس از تیراندازی پلیس به جیکوب بلیک خودداری کردند.[42][43] Antetokounmpo دومین جایزه ارزشمندترین بازیکن متوالی خود را پس از بازگشت به خانه از NBA Bubble پس از باخت باکس در نیمه نهایی پلی آف NBA 2020 به میامی هیت دریافت کرد.[۴۴][۴۵] در جریان اولین مالکیت یک بازی فصل عادی ۲۰۲۰–۲۱ در برابر دیترویت پیستونز در ۶ ژانویه، هر دو تیم در اعتراض به اعلام این که اتهامات جنایی علیه افسران پلیس در تیراندازی بلیک ارائه نخواهد شد، زانو زدند. باکس توپ را به مدت هفت ثانیه با اشاره به هفت گلوله بلیک نگه داشت.[۴۶]
در طول فصل خارج از فصل، باکس با Antetokounmpo به مدت ۵ سال، ۲۲۸ میلیون دلار، بزرگ‌ترین قرارداد در تاریخ NBA تمدید کرد. باکس همراه با استعفای فوق ستاره خود، معامله ای را نیز انجام داد که منجر به اعزام اریک بلدسو و جورج هیل به نیواورلئان پلیکانز شد و یک بازیکن دفاعی سابق در Jrue Holiday دریافت کرد. باکس همچنین با خرید بازیکن آزاد بابی پورتیس و براین فوربس نیمکت خود را تقویت کردند. باکس در فصل ۲۰۲۰–۲۱ خود با رکورد ۴۶–۲۶ به سومین تیم کنفرانس شرق و همچنین سومین قهرمانی متوالی خود در بخش مرکزی دست یافت. این سومین فصل متوالی بود که باکس درصد برد حداقل ۰٫۶۰۰ را داشت، اولین باری که از سال ۱۹۸۴ تا ۱۹۸۶ در تاریخ فرنچایز اتفاق افتاد. در طول فصل، باکس پی.
اعضای میلواکی باکس قهرمانی خود در سال ۲۰۲۱ را در کاخ سفید جشن گرفتند
در پلی آف 2021 NBA، باکس با شکست دادن هیت در یک رفت و برگشت چهار بازی در دور اول در یک مسابقه مجدد از نیمه نهایی کنفرانس شرق سال قبل آغاز شد. آنها سپس بروکلین نتز (به رهبری کوین دورانت، کایری اروینگ و جیمز هاردن) را در هفت بازی در نیمه نهایی کنفرانس شکست دادند، که با پیروزی در بازی ۷ در خیابان بارکلیز سنتر به اوج رسید. آنها سپس آتلانتا هاکس را در شش بازی در فینال‌های کنفرانس شکست دادند تا سومین حضورشان در فینال NBA در تاریخ فرنچایز و اولین حضورشان از سال ۱۹۷۴ در فینال NBA را تضمین کنند. باکس از شکست ۲–۰ برگشت تا سری را برد. Antetokounmpo پس از میانگین ۳۵٫۲ امتیاز، ۱۳٫۲ ریباند، ۵٫۰ پاس منجر به گل، ۱٫۲ توپ ربایی، و ۱٫۸ بلاک در سری شامل عملکرد ۵۰ امتیازی در پیروزی ۱۰۵–۹۸ در بازی ۶ در Fiserv Forum, MVP فینال شد.[۴۷]
باکس فصل ۲۰۲۱–۲۲ را با رکورد ۵۱–۳۱ به پایان رساند، چهارمین فصل متوالی آنها با درصد برد ۰٫۶۰۰ یا بهتر، و همچنین چهارمین عنوان متوالی در بخش مرکزی، طولانی‌ترین دوره قهرمانی آنها از سال ۱۹۷۹ تا ۱۹۸۶. یک بار دیگر با ۳ نفره در کنفرانس شرق، باکس رقیب شیکاگو بولز را ۴ بر ۱ در دور اول شکست داد، اما میدلتون را به زانو پیچ خورده در بازی ۲ شکست داد. بدون میدلتون، باکس برای یافتن حمایت تهاجمی از آنتتوکو تلاش کرد.
unmpo در نیمه نهایی کنفرانس شرق مقابل بوستون سلتیکس. اگرچه باکس در این سری برتری ۳–۲ داشت، آنها بازی ۶ را در خانه و بازی ۷ را در خارج از خانه شکست دادند و فصل خود را به پایان رساندند.
در طول فصل خارج از فصل ۲۰۲۲، باکس مارجون بوچمپ و هوگو بسون را به ترتیب با ۲۴ و ۵۸ انتخاب کلی در درفت NBA 2022 انتخاب کردند. باکس همچنین با پورتیس قراردادی ۴ ساله به ارزش ۴۸ میلیون دلار و همچنین وسلی متیوز و سرژ ایباکا با قراردادهای ۱ ساله و جوون کارتر با قراردادی ۲ ساله به مبلغ ۴٫۳ میلیون دلار دوباره امضا کردند. باکس همچنین جو اینگلز [۴۸] را با یک قرارداد ۱ ساله خارج از آژانس آزاد امضا کرد. علیرغم اینکه میدلتون در طول فصل ۲۰۲۲–۲۳ فقط ۳۳ بازی انجام داد، باکس با رکورد ۵۸–۲۴ به پایان رسید که بهترین رکورد در لیگ است. آنها به عنوان نفر اول کنفرانس شرق به پلی آف 2023 NBA رفتند و در دور اول با میامی هیت روبرو شدند. Antetokounmpo تنها چند دقیقه پس از اولین بازی سری به دنبال خطای مسدود کننده کوین لاو در حالی که Antetokounmpo در حال رانندگی به سمت سبد بود، از ناحیه کمر آسیب دید. Antetokounmpo در ادامه بازی‌های ۲ و ۳ را از دست داد و علیرغم بازگشت او برای بازی‌های ۴ و ۵، باکس سری را با نتیجه ۴–۱ شکست داد. در ۴ مه ۲۰۲۳، یک هفته پس از از دست دادن سریال، باکس اخراج بودن هولزر را اعلام کرد.[۴۹]
۲۰۲۳–اکنون: تغییرات مربیگری، ورود دامیان لیلارد
در ۵ ژوئن ۲۰۲۳، باکس اعلام کرد که آدریان گریفین، کمک مربی سابق تورنتو رپترز، سرمربی جدید آنها خواهد بود.[۵۰] در ۲۷ سپتامبر ۲۰۲۳، باکس در یک معامله ۳ تیمی، دامین لیلارد را به عنوان پاسینت گارد هفت ستاره به دست آورد.[۵۱][۵۲] در ۲۳ ژانویه ۲۰۲۴، باکس گریفین را تنها پس از ۴۳ بازی اخراج کرد.[۵۳] در ۲۶ ژانویه ۲۰۲۴، باکس داک ریورز را به عنوان سرمربی جدید معرفی کرد.[۵۴]
در ۱۷ دسامبر ۲۰۲۴، باکس اولین جام NBA خود را پس از شکست دادن اوکلاهاما سیتی تاندر در بازی قهرمانی در لاس وگاس به دست آورد.[۵۵] جیانیس آنتتوکومپو به عنوان MVP مسابقات انتخاب شد.

## طلسم
طلسم رسمی باکس بانگو است. کلمه "Bango" در اصل توسط ادی دوکت، گوینده قدیمی بازی به بازی باکس ابداع شد. Doucette هر زمان که بازیکن Bucks در یک سبد دوربرد متصل می‌شد از این کلمه استفاده می‌کرد. اغلب برای تیرانداز تیزبین جان مک گلاکلین استفاده می‌شد. هنگامی که زمان آن رسید که باکس نامی برای طلسم جدید خود انتخاب کند، نام "Bango" برنده مسابقه شد.[۶۶]
بانگو از ۱۸ اکتبر ۱۹۷۷ که اولین بازی خانگی میلواکی در فصل ۷۸–۱۹۷۷ بود، طلسم رسمی باکس بوده است. علاوه بر این که تاریخ اولین بازی خانگی بانگو بود، خود بازی میلواکی را در مقابل کریم عبدالجبار، مرکز سابق باکس و لس آنجلس لیکرز او در میلواکی آرنا قرار داد. لباس اصلی بانگو فقط شامل یک ژاکت پشمی سبز با علامت B در جلو بود، شبیه به جفتی که در لوگوی تیم نشان داده شده بود. از دهه ۱۹۹۰، بانگو اکنون یونیفورم باکس با شماره ۶۸ را می‌پوشد که اشاره به فصل افتتاحیه فرنچایز در سال ۱۹۶۸ دارد. بانگو در طول سال‌ها برای محبوب شدن در بین طرفداران باکس در سراسر ایالت ویسکانسین تلاش کرده است و در مدارس، رژه‌ها و جشنواره‌ها به عنوان سفیر حسن نیت تیم ظاهر می‌شود. لای آپ‌های آکروباتیک بلند پرواز، ریباندهای جسورانه، و سایر بازی‌های سرگرم‌کننده او هنوز نقش مهمی در انرژی بخشیدن به طرفداران Bucks در انجمن Fiserv دارند. از سال ۲۰۰۱، بانگو همچنین حضور دائمی در بازی ستاره‌های NBA داشته است.
در آخر هفته آل استار ۲۰۰۹ در فینیکس، آریزونا، بانگو در حین بازی طلسم-شرکتی دچار آسیب دیدگی شد. در حالی که روی لبه یک سبد ایستاده بود، پای راست بانگو از حلقه لیز خورد و او روی لبه افتاد. سپس بیشتر لیز خورد و به‌طور کامل از سبد افتاد. بانگو به دلیل سقوط ACL خود را پاره کرد و نتوانست تا پایان فصل ۰۹–۲۰۰۸ اجرا کند و به‌طور دوره ای در بازی‌ها با ویلچر ظاهر می‌شد. ویدئویی از مجروح شدن بانگو در چالش طلسم سال ۲۰۰۹ اندکی پس از وقوع حادثه در یوتیوب آپلود شد.[۶۷]
در طول بازی چهارم از سری دور اول پلی آف ۲۰۰۹–۲۰۱۰ بین میلواکی باکس و آتلانتا هاکس، بانگو با موفقیت یک دانک برگشتی را از بالای نردبان ۱۶ فوتی انجام داد، شاهکاری شبیه به شاهکار اسکواتچ طلسم سیاتل سوپرسونیکز در طی یک بازی سوپراسهونیک در ۱۹ مارس ۱۹، ۱۹ و ۱۹ مارس.
بانگو همچنین در سال ۲۰۱۲ در حالی که در چرخ همستر انسانی بود توپ را غرق کرد و در نیواورلئان در بازی ستاره‌های NBA یک شوت از پشت نیمه زمین انجام داد. در سال ۲۰۱۰ بانگو به عنوان طلسم سال انتخاب شد و بعداً در سال ۲۰۱۱ جایزه بهترین طلسم را توسط Cartoon Network دریافت کرد. بانگو همچنین حضورهای تلویزیونی زیادی داشته است. او در یک تبلیغ ESPN با براندون جنینگز در سال ۲۰۱۱ ظاهر شد و سپس در یک تبلیغ ESPN دیگر با Giannis Bango Antetoko, Bango3810,Gannis110. در یک مجموعه مستند اصلی Hulu به نام پشت نقاب نمایش داده شد.

## لوگو و لباس فرم
۱۹۷۷–۱۹۶۸
باکس با پوشیدن لباس‌های سبز و سفید شکارچی با تزئینات قرمز وارد NBA شد. یونیفرم سفید «Bucks» با حروف چین دار سبز با خطوط قرمز و اعداد بلوک نشان داده شده است، در حالی که لباس سبز دارای «Milwaukee» با حروف چین دار سفید با تزئینات قرمز است. هر دو مجموعه دارای نشان سر آهو در پای چپ هستند. باکس لباس سبز را در فصل ۰۳–۲۰۰۲ و لباس سفید را در فصل ۱۸–۲۰۱۷ به عنوان بخشی از سری لباس‌های کلاسیک لیگ بازگرداند.
قبل از فصل ۱۹۷۱–۱۹۷۲، حروف روی لباس سفید به رنگ قرمز با تزئینات سبز تغییر یافت و "Bucks" اکنون سبک حروف بلوکی را به خود گرفته است. آنها یونیفرم سبز اصلی را تا سال ۱۹۷۳ حفظ کردند، زمانی که آن را تغییر دادند تا اسکریپت "Milwaukee" به رنگ قرمز با تزئینات سفید و اعداد زیر سینه سمت چپ را نشان دهد. هر دو ست لوگوی سر گوزن روی شورت را حذف کردند.
در فصل ۱۹۷۵–۱۹۷۶، لباس سفید باکس تغییر کرد و با حروف و اعداد روی سینه سمت چپ، حروف "Bucks" را نشان داد. یونیفرم سبز حروف بلوک "Milwaukee" و اعداد را در مرکز آورد اما پایه قرمز و تریم سفید را حفظ کرد. خط راه روی شورت نیز اصلاح شد.
۱۹۹۳–۱۹۷۷
همزمان با اولین حضور در دادگاه نمادین رابرت ایندیانا در MECCA در فصل ۱۹۷۷–۱۹۷۸، باکس لباس‌های خود را دوباره طراحی کرد. اکنون دارای نوارهای جانبی از کلی، لیمویی و سبز شکارچی (معروف به "رنگین کمان ایرلندی") بود. هر دو یونیفرم سبز و سفید شکارچی دارای حروف ساده "Bucks" از لوگوی تیم و حروف بلوک بودند. آنها رنگ قرمز را قبل از فصل ۱۹۸۵–۱۹۸۶ حذف کردند، در حالی که سبز لیمویی به رنگ برجسته ارتقا یافت.
۲۰۰۶–۱۹۹۳
باکس لوگو و لباس‌های خود را برای فصل ۱۹۹۳–۱۹۹۴ تغییر داد. رنگ سبز به نفع بنفش به رنگ تراش داده شد، در حالی که نقره ای به عنوان رنگ برجسته اضافه شد. یونیفرم سفید اصلی دارای حروف سبز با تزئینات نقره ای و بنفش بود، در حالی که لباس بنفش دارای حروف سفید با تزئینات سبز و نقره ای بود. در فصل ۲۰۰۱–۲۰۰۲، یونیفرم‌ها به گونه‌ای بهینه‌سازی شدند که نشان‌واره شاخ شاخ را روی کمر همراه با راه‌راه‌های کناری کشیده قرار دهند. حروف روی یونیفرم بنفش اکنون نقره ای با تزئینات سبز و سفید بود. یونیفرم بنفش مربوط به این دوره در فصل ۲۰۲۲–۲۳ به عنوان بخشی از سری نسخه کلاسیک مورد استفاده مجدد قرار خواهد گرفت.
۱۹۹۵–۹۹ رنگهای یکنواخت پیراهن تیم
یونیفرم ۱۹۹۵–۹۹
در فصل ۱۹۹۵–۱۹۹۶، باکس از لباس جایگزین سبز شکارچی رونمایی کرد. حروف اسکریپت "Bucks" به رنگ سفید بود که به نقره ای و بنفش محو می‌شد و اعداد به رنگ سفید با تزئینات سبز و بنفش بودند. یونیفرم نشان گرافیکی گوزن را در سمت راست نشان می‌داد. آنها پس از فصل ۹۹–۱۹۹۸ بازنشسته شدند. برای فصل ۲۰۱۲–۲۰۱۳ در طول شب‌های کلاسیک هاردوود با استانداردهای یکنواخت به روز احیا خواهد شد.
به گفته تام اوگریدی، مدیر خلاق سابق NBA، طرح رنگ بنفش و سبز باکس از بسته مرموز FedEx الهام گرفته شده است که O'Grady در سال ۱۹۹۲ دریافت کرد، حاوی کلاه سبز تیره و پیراهن بنفش با آرم مسابقات قهرمانی ویمبلدون، و نامه ای دست‌نویس توسط مدیر کل وقت Bucks مایک دانل.
۲۰۱۵–۲۰۰۶
برای فصل ۲۰۰۶–۲۰۰۷ لباس‌ها دوباره تغییر کردند. یونیفورم جدید خانه سفید با نوارهای سبز شکارچی در طرفین بود. در داخل هر نوار سبز، نوار قرمز نازک تری وجود دارد که در نزدیکی شانه‌ها به دو نوار تقسیم می‌شود. اعداد سبز با طرح کلی قرمز هستند. میلواکی دو یونیفرم جاده ای به عنوان بخشی از این مجموعه داشت. رنگ اصلی سبز شکارچی بود و طرحی مشابه با یونیفرم خانگی با اعداد سفید با برجسته نقره ای و طرح کلی قرمز. هر دو پیراهن یونیفرم روی سینه با حروف بلوک اریب نوشته شده بودند، «B» و «S» کمی بزرگتر از بقیه حروف. یک لباس ثانویه جاده ای در فصل ۰۹–۲۰۰۸ معرفی شد. این لباس که از پیراهن قرمز و شورت تشکیل شده بود، شبیه لباس‌های ۱۹۶۸–۱۹۷۳ ساخته شد. روی آن به همراه اعداد با نوشته‌های سفید و نقره ای "Milwaukee" نوشته شده است. مجموعه لباس برای فصل ۱۵–۲۰۱۴ با اضافه شدن یک زبانه طلایی به یاد قهرمانی آنها در سال ۱۹۷۱ و حرکت لوگوی NBA به پشت بهینه شد. حروف "Bucks" به گونه ای بهینه‌سازی شد که همه حروف یک قد باشند.
در طول فصل ۲۰۱۴–۲۰۱۵، باکس نکاتی مبنی بر بازطراحی لوگو و لباس‌هایشان ارائه شد. برای یک بازی خانگی، پیش‌بینی می‌شد که یونیفرم‌های جدید با رنگ نارنجی شکاری به جای قرمز به عنوان رنگ ثانویه ظاهر شوند. معلوم شد که این یک شوخی اول آوریل است، اگرچه باکس اعلام کرد که لوگو و رنگ‌های جدید در ۱۳ آوریل ۲۰۱۵ فاش می‌شود.
الان-۲۰۱۵
در ۱۳ آوریل ۲۰۱۵، میلواکی باکس از لوگوهای اصلی و ثانویه جدید و همچنین یک طرح رنگی جدید رونمایی کرد. نام تجاری جدید با شروع فصل 2015-2016 NBA اعمال خواهد شد. رنگ‌های رسمی جدید باکس عبارتند از سبز زمین خوب (اشاره به «میلواکی» که ظاهراً بر اساس کلمه‌ای آلگونکی به معنای «سرزمین خوب» است)، کرم سیتی (بر اساس نام مستعار قدیمی میلواکی «شهر کرم»، که از آجرهای کرم‌رنگی که برای ساخت بسیاری از ساختمان‌های آبی، سیاه و سفید در قرن ۱۹ میلواکی استفاده می‌شده است) است. و سفید.[۵]
علامت کلمه میلواکی باکس، ۲۰۱۵–اکنون.
در ۶ ژوئن ۲۰۱۵، میلواکی باکس از لباس‌های خانگی و جاده‌ای جدید خود رونمایی کرد که از فصل ۱۶–۲۰۱۵ شروع می‌شود. یونیفرم‌های جدید در خانه سفید و در جاده سبز باقی ماندند، اما قرمز اکنون با کرم جایگزین شده است. نام شهر «میلواکی» نیز برای اولین بار از سال ۱۹۷۶ به لباس‌های جاده بازگشت. این الگو از رنگ‌های جدید تیم سبز، کرم، آبی سلطنتی و مشکی تشکیل شده است که باکس آن را ادای احترامی به طرح «رنگین کمان ایرلندی» در دهه ۱۹۸۰ توصیف کرد. آبی نیز در داخل یقه گنجانده شده بود که نشان دهنده شهروندان «یقه آبی» میلواکی و ویسکانسین بود، در حالی که کتیبه «از گوزن بترس» در پایین سمت چپ و وارونه نوشته شده بود. یقه پشتی دارای یک زبانه طلایی کوچک در بالای آرم NBA است که به یاد قهرمانی‌های باکس در سال‌های ۱۹۷۱ و 2021 NBA است.[۷۰][۷۱]
در ۳ اکتبر ۲۰۱۵، میلواکی باکس از لباس جایگزین مشکی جدید خود رونمایی کرد. یونیفرم‌ها همچنان دارای تزئینات و «رنگین کمان شهر کرم» در طرفین هستند، با لوگوی جدید Bucks در مرکز و شماره یکنواخت بین شاخ‌های لوگو. همزمان با رونمایی از لباسی که «یونیفرم از گوزن بترس» نام گرفته است، این تیم همچنین از طرح جدید دادگاه جایگزین، اولین بار در تاریخ NBA، رونمایی کرد. تیم برنامه‌ریزی کرد که لباس متناوب مشکی را بپوشد و حداقل برای چهار بازی خانگی در طول فصل ۲۰۱۵–۲۰۱۶ در طرح زمین جایگزین بازی کند.[۷۲]
در سال ۲۰۱۷، به عنوان بخشی از پروتکل جدید NBA برای لباس‌ها، با اختصاص دادن ۵ ست لباس مختلف به هر تیم، باکس به لباس‌های معمولی خانگی (اکنون سفید «انجمن») و جاده (اکنون سبز «آیکون») و همچنین لباس‌های مشکی جایگزین («بیانیه») خود اضافه کرد. برای یونیفرم یکپارچهسازی با سیستمعامل خود، باکس با نسخه کپی از یونیفرم‌های خانه افتتاحیه خود از سال ۱۹۶۸ تا ۱۹۷۰، به عنوان بخشی از جشن پنجاهمین فصل خود در NBA توسط باکس رفت. علاوه بر این، لباس‌های جدید «سیتی» به باکس داده شد که توسط نایک به عنوان راهی برای بزرگداشت تاریخ شهر و افتخار تیم‌های NBA بود. لباس‌های «شهر» که یونیفورم‌های «کرم شهر» نامیده می‌شوند، دارای پیراهن‌ها و شورت‌هایی به رنگ کرم بودند که «رنگین‌کمان شهر کرم» به‌صورت افقی در امتداد جلوی یونیفرم کشیده شده بود و آرم باکس در وسط آن قرار داشت. "Cream City Rainbow" نیز روی شورت قرار داشت که در دو طرف آن به شکل "M" شکل گرفته بود که بخشی از طرح یونیفرم معمولی باکس است.
برای فصل ۱۹–۲۰۱۸، لباس "شهر" میلواکی به دادگاه معروف مکا رابرت ایندیانا ادای احترام خواهد کرد که شامل رنگ‌های زرد، بژ و قرمز به عنوان رنگ‌های پایه و آبی روشن و سبز جنگلی در لبه شلوارک است. "Bucks" به صورت عمودی در سمت راست نوشته می‌شود در حالی که عدد در سمت چپ است. هر دو به رنگ سبز جنگلی با رنگ سبز لیمویی هستند. باکس همچنین به دلیل حضور در پلی آف ۲۰۱۸، لباس "کسب شده" را به تن می‌کند. این یونیفرم اساساً یونیفرم «شهر» است اما با عناصر بصری قرمز با راه راه‌های سبز، الهام گرفته از یونیفرم خانگی ۱۹۷۷–۱۹۸۵ «رنگین کمان ایرلندی».
باکس قبل از فصل ۲۰۱۹–۲۰۱۹ به‌روزرسانی‌های جزئی در لباس مشکی «Statement» انجام داد. این در اصل یک نسخه سیاه رنگ از لباس ۲۰۱۷–۲۰۱۸ تیم «سیتی» بود، به استثنای نشان «از گوزن بترس» روی خط کمربند و نزدیک برچسب جوک.
یونیفرم «سیتی» ۲۰۱۹–۲۰ باکس دوباره از پایه کرم استفاده کرد، این بار با علامت کلمه «شهر کرم» در جلو. نوارهای آبی، کرم و سبز از میان لوله‌ها عبور می‌کند در حالی که یک نشان غول پیکر "M" روی شورت نشان داده شده است. این لباس‌ها نشانه علاقه تیم به ساختمان‌های آجری کرم رنگی است که شهر میلواکی را احاطه کرده‌اند.
لباس 2020–21 Bucks "City" از سه رنگ آبی دریاچه‌های بزرگ به عنوان رنگ اصلی خود استفاده می‌کرد. به دلیل موقعیت شهر در محل تلاقی رودخانه‌های میلواکی، منومونی و کینیکینیک که به دریاچه میشیگان می‌ریزند، این یونیفرم اشاره‌ای به معنای میلواکی به عنوان «محل تجمع در کنار آب» بود.
همان‌طور که در سال ۲۰۱۹، پس از حضور در پلی آف ۲۰۲۰، باکس یک لباس «به دست آمده» داده شد. این طرح، با پایه‌ای عمدتاً سبز، دارای «Bucks»، شماره یکنواخت و لوله‌های سفید با تزئینات مشکی، و شاخ‌های شیک‌دار در هر طرف بود.
لباس «شهر» باکس ۲۰۲۱–۲۲ عناصر مختلف هر یک از طرح‌های مختلف لباس باکس را در طول تاریخ خود، به عنوان بخشی از جشن هفتاد و پنجمین فصل NBA، ترکیب کرد. پیراهن سفید، با بلوک قوسی است.
حروف، شبیه به اولین لباس‌هایشان. طرفین دارای سایه‌های مختلف سبز از لباس تیم «رنگین کمان ایرلندی» و همچنین یک خط آبی از «رنگین کمان شهر کرم» فعلی خود بودند. قسمت پایینی پیراهن بنفش است، از لباس‌های تیم در اواخر دهه ۱۹۹۰، اوایل دهه ۲۰۰۰.
با شروع فصل ۲۰۲۲–۲۳، لباس سبز رنگ "Earned" که در سال ۲۰۲۱ پوشیده شد، اساس لباس مشکی جدید تیم "Statement" شد. همچنین در طول فصل، یونیفرم «شهر» باکس به محله برنزویل ادای احترام کرد که دارای پایه آبی، تزئینات کرم و نوارهای کناری رنگین کمانی مشکی، آبی، کرم و سبز بود. این تیم نمونه‌هایی از لباس‌های جاده ای بنفش ۲۰۰۰–۰۱ خود را برای لباس "کلاسیک" خود انتخاب کردند.
برای لباس «سیتی» ۲۰۲۳–۲۴، باکس یک لباس آبی با لهجه‌های کرم و سبز پوشید. خطوط منحنی کرم اطراف علامت کلمه آبی "Milwaukee" به معنای معماری Fiserv Forum بود. این طرح از طرفدارانی الهام گرفته شده است که در محله در منطقه Deer هجوم آورده‌اند و با لکه‌های آبی روشن نشان داده شده است.
آبی دوباره به عنوان رنگ پایه لباس «شهر» ۲۰۲۴–۲۵ عمل کرد، که دارای نوارهای کرمی و مشکی است که اشاره به مرزهای ویسکانسین دارد. این طراحی از تأثیر متحد کننده تیم و پیوند با طرفداران ایالت الهام گرفته شده است.

## رادیو و تلویزیون
از فصل ۰۸–۲۰۰۷، تمام بازی‌های باکس که در سطح ملی پخش نمی‌شوند، منحصراً در تلویزیون کابلی منطقه‌ای از شبکه ورزشی FanDuel ویسکانسین پخش شده‌اند. در سال ۲۰۱۸ باکس با تمدید هفت ساله شبکه موافقت کرد.[۷۸] از فصل 2023–24 NBA، به دلیل ورشکستگی شرکت مادر شبکه ورزشی فن دوئل، بازی‌های منتخبی به جای آن در WMLW-TV به زبان انگلیسی و WYTU-TV به زبان اسپانیایی با استفاده از تولید FanDuel پخش می‌شوند.[۷۹] بازی‌های Bucks تولید شده توسط Fan Duel نیز در برنامه FanDuel Sports Network در محدوده پخش Bucks انجام می‌شود.
قبل از انحصار Bally Sports Wisconsin, Bucks پخش تلویزیونی خود را بین Fox Sports Wisconsin (که از طریق تجسم‌های مختلف بازی‌های Bucks را از سال ۱۹۹۶ پخش تلویزیونی کرده است) و WCGV (کانال ۲۴) از سال ۱۹۹۹ تا ۲۰۰۷ تقسیم می‌کردند و قبل از آن، WV18-a99 شریک بود. 1999. WCGV همچنین قبلاً بازی‌های Bucks را از ۱۹۸۸ تا ۱۹۹۴ و WVTV را مجدداً، این بار از ۱۹۷۶ تا ۱۹۸۸ انجام داد. این دو ایستگاه در حال حاضر متعلق به گروه پخش Sinclair هستند که مالک Bally Sports نیز هستند. در طول دوران تصدی هر ایستگاه به عنوان خانه تلویزیونی بی‌سیم Bucks، برنامه‌های تلویزیونی تقریباً منحصراً از بازی‌های جاده ای تشکیل می‌شد. تعداد بسیار کمی از بازی‌های خانگی باکس در هر دو ایستگاه در طول سال‌ها از تلویزیون پخش می‌شد، زیرا باکس یکی از آخرین تیم‌های NBA بود که بازی‌های خانگی را به‌طور منظم از تلویزیون پخش می‌کرد. باکس، همراه با شرکای تلویزیونی مربوطه خود، برنامه‌های تلویزیونی را به صورت مشترک تولید و در ایستگاه‌های سراسر ویسکانسین پخش کردند.
در سال‌های اولیه این فرنچایز، بازی‌های Bucks از سال ۱۹۶۸ تا ۱۹۷۱ در WITI وابسته به آن زمان ABC (کانال ۶)، و از سال ۱۹۷۱ تا ۱۹۷۶ در WISN-TV وابسته به CBS (کانال ۱۲) اجرا می‌شد. هر دو اجرا مربوطه نیز با پوشش NBA که قبلاً توسط شبکه‌های آنها در آن زمان انجام می‌شد همزمان بود: ABC (1965-1973) و CBS (1973-1990). این دو ایستگاه در مارس ۱۹۷۷ شبکه‌های خود را با هم عوض کردند، و WISN از زمان باقی ماندن در ABC، و WITI از CBS به Fox در دسامبر ۱۹۹۴ تغییر کرد.
جیم پاسکه تا زمان بازنشستگی خود در سال ۲۰۲۱، از سال ۱۹۸۶ گوینده پخش تلویزیونی تیم بود، باک جان مک گلاکلین سابق، تفسیر رنگی را برای تیم از سال ۱۹۷۶ تا ۲۰۱۸ ارائه می‌کرد. از سال ۲۰۱۵ تا ۲۰۱۸، گاس جانسون، گوینده کهنه‌کار، بر اساس بازی‌های منتخب در کنار پاسروتینگ، بازی‌های منتخب را صدا می‌کرد. در آن زمان، باک مارکز جانسون سابق نیز در غرفه بازی‌های منتخب حضور داشت، اما زمانی که تیم به انجمن Fiserv نقل مکان کرد، مفسر رنگی دائمی برای فصل ۱۹–۲۰۱۸ شد. ادی دوکت، گوینده کهنه‌کار ورزشی، به‌عنوان صدای اصلی تیم بازی به‌بازی، از سال ۱۹۶۸ تا ۱۹۸۴ در این سمت کار کرد. او همچنین بازی‌های منتخب Bucks را در WITI, WISN-TV، و در بیشتر دوره‌ای از اولین تصدی WVTV با Bucks نامید. او و مک گلاکلین همچنین در سال ۱۹۷۶ صندوق ورزشکاران غرب میانه علیه سرطان کودکی (MACC) را تأسیس کردند که برای کمک به تحقیقات سرطان پول جمع‌آوری می‌کند. در سال ۲۰۲۱، تیم لیزا باینگتون را به‌عنوان گوینده تلویزیونی جدید بازی‌به‌بازی خود نام برد، و او را به اولین زنی تبدیل کرد که گوینده اصلی تلویزیونی بازی‌به‌بازی برای یک تیم در هر یک از چهار لیگ حرفه‌ای مردانه بود.[۸۰]
در سمت رادیو، تیم توسط WTMJ (620/103.3) و در سراسر ایالت در شبکه رادیویی میلواکی باکس (که توسط BMO هریس حمایت می‌شود) در بیشتر تاریخ تیم حمل شده است. دیو کوهن اعلام می‌کند که بن براست، بسکتبالیست سابق ویسکانسین بجرز، رنگ را ارائه می‌کند.

## نگارخانه

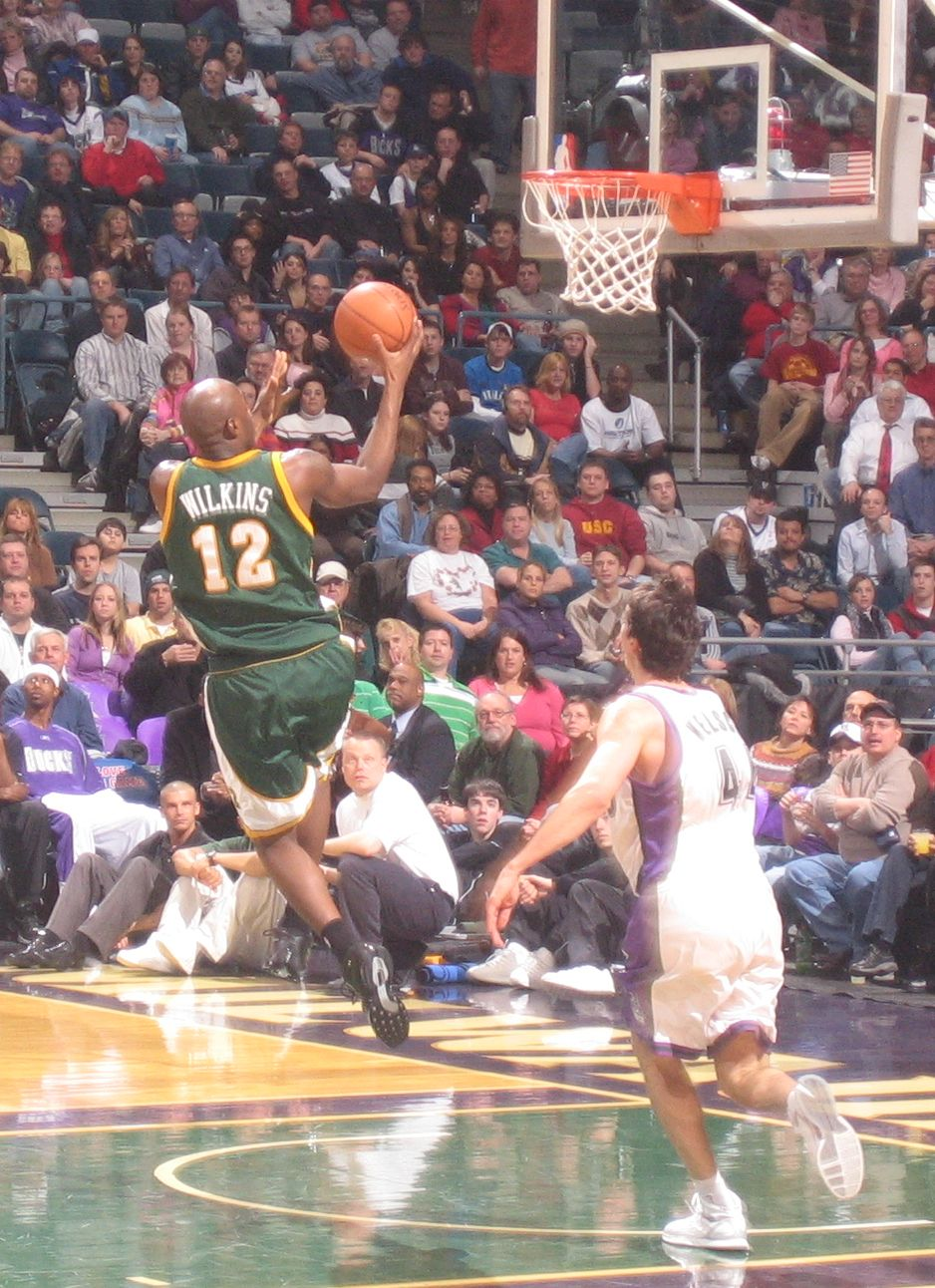
تیم باکز در مصاف با تیم اکلاهوما سیتی تاندر.
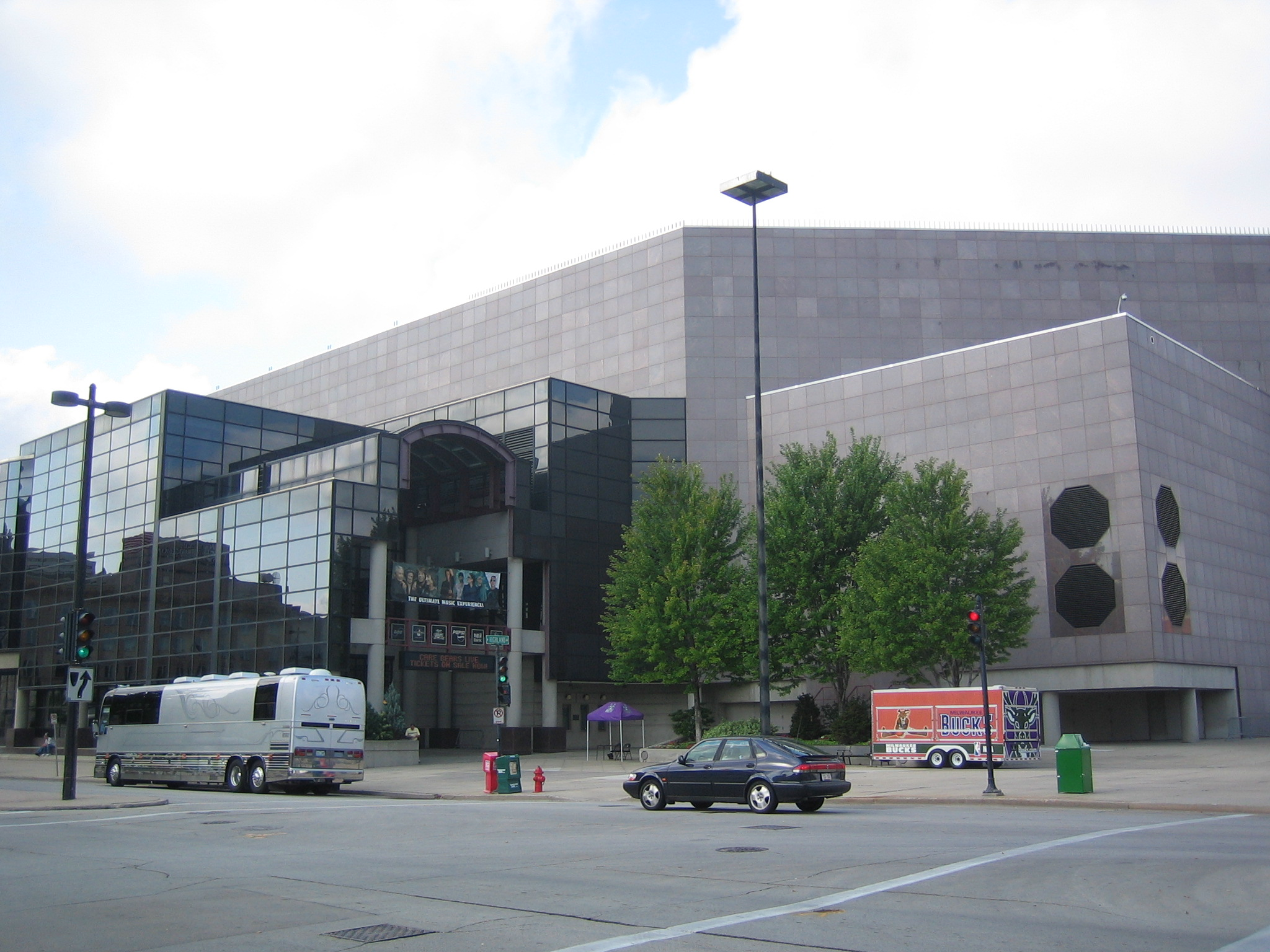
ورزشگاه خانه میلواکی
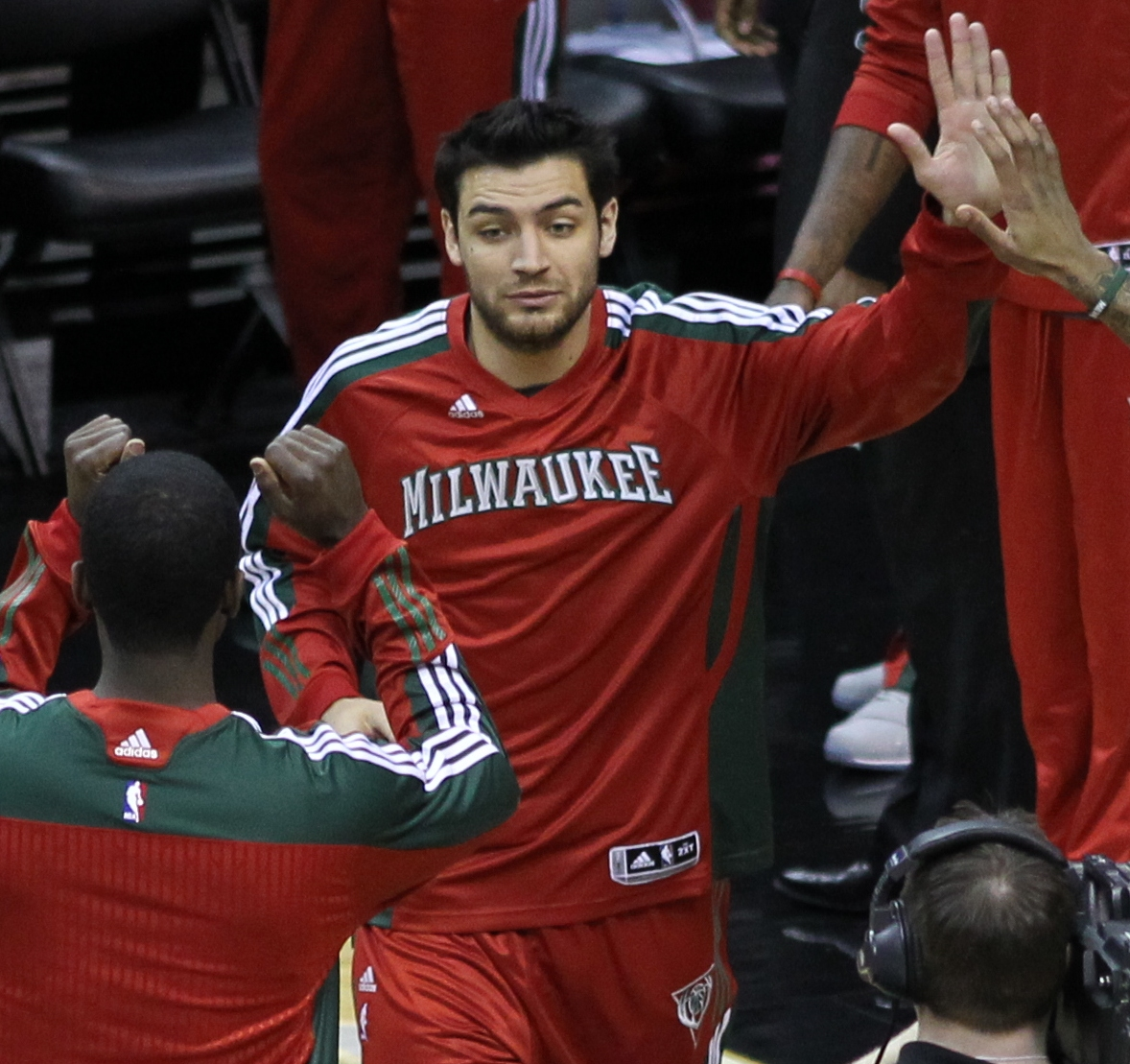
کارلوس دلفینو (از تیم ملی بسکتبال آرژانتین)

## وبگاه رسمی
- Milwaukee Bucks